# Menù

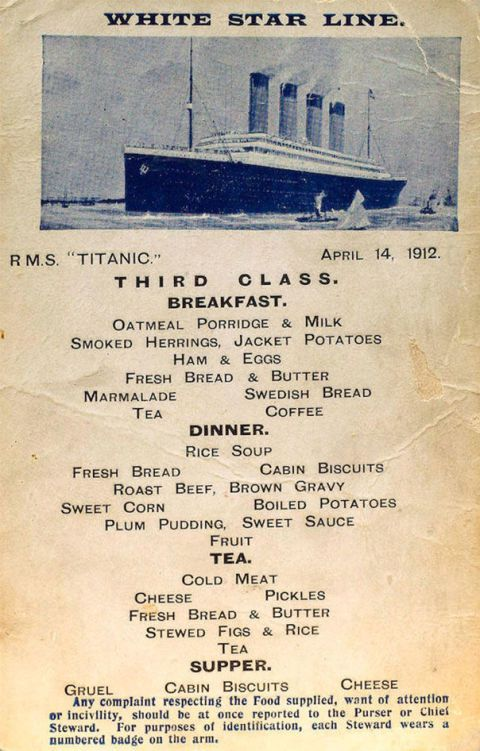
Menù del giorno per i passeggeri di terza classe a bordo dell'RMS Titanic

Il menù (scritto anche menu, nella forma in francese) è l'insieme di cibi e bevande che compongono un pasto, oppure la lista di pietanze e bibite che i clienti possono scegliere in pubblici esercizi (ristoranti, pizzerie e simili) per la consumazione. Il significato francese del termine è «minuto», «particolareggiato» e indica anche il documento su cui la lista è presentata (spesso corredata dal prezzo): questo può essere un singolo foglio, un cartoncino ripiegato o un cartello affisso. Nella cultura anglosassone, è invece diffusa l'abitudine di presentare il menù su una lavagna oppure un pannello luminoso.
La parola indica, inoltre, la lista di vivande nei pasti con servizio alla russa (per esempio, nei pranzi delle cerimonie).

## Storia
Il termine fu attestato per la prima volta in francese nel 1761. Indicava la lista delle vivande servite in un pranzo alla corte di un sovrano o di un grande nobile.
La traduzione italiana "minuta" venne usata fino alla Unità d'Italia e ne sono esempio i ricettari napoletani dello scalco Vincenzo Corrado e del duca Ippolito Cavalcanti.
A metà Ottocento, con l'affermarsi del servizio "alla russa" tipico della società borghese, si diffuse l'abitudine di far trovare accanto al posto a tavola di ogni commensale un cartoncino a mano o a stampa con la lista delle portate che sarebbero state servite. È in quest'epoca che in Italia si iniziò ad usare la parola "menu". Si deve tuttavia notare che fino alla fine dell'Ottocento tutto il menù era abitualmente scritto in francese.
Negli ultimi decenni dello stesso secolo sorsero molti grandi ristoranti e grandi alberghi, anch'essi destinati principalmente alla borghesia. Con essi nacque l'uso della carta, che deriva da quello del menù dei pranzi borghesi. Nel corso del Novecento la carta si diffuse gradualmente fino ai livelli più semplici della ristorazione.
Nell'ultimo decennio dell'Ottocento e nella prima metà del Novecento avvenne un'inversione di tendenza linguistica: i menù erano ormai scritti normalmente in italiano. E perciò si sentì l'esigenza di chiamarli con nomi italiani, quali "nota", "distinta" o "lista delle vivande". Queste sono le espressioni usate anche dall'Artusi. Si tornò anche a usare la parola "minuta"; oppure ancora si cominciò ad usare l'espressione "menu" o "menù" in cima ad una lista scritta in italiano.
Nel Dopoguerra si affermò definitivamente la parola "menù", con o senza accento, per indicare indifferentemente la sequenza delle portate di un pasto, la carta di un ristorante o infine il menù fisso a prezzo conveniente.

## Tipi di menù nella ristorazione
Menù a prezzo conveniente:

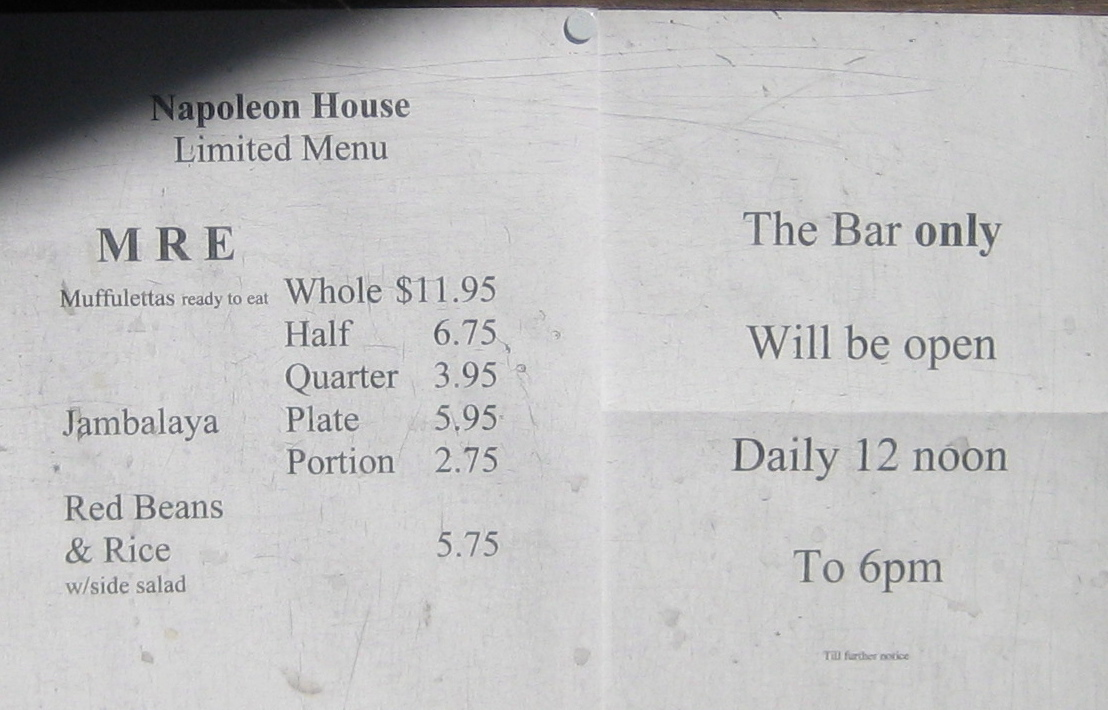
Menù dello snack-bar Napoleon House dopo l'uragano Katrina.

- Menù fisso: consiste in una combinazione di almeno tre piatti, offerti dall'esercente ad un prezzo inferiore rispetto a quello che avrebbero le singole portate.[7]
- Menù turistico: diffuso nelle aree ad alta frequentazione turistica, marittima o montana. Propone, generalmente, specialità locali abbinate a piatti tradizionali.
- Menù del giorno: è un menù fisso, che cambia però ogni giorno e offre solitamente prodotti freschi e a un prezzo inferiore.[8]

È possibile ricordare anche i menù "a degustazione" e "a tema": il primo consiste in assaggi talvolta accompagnati da vini, mentre il secondo propone cibi tra loro accomunati da una qualche caratteristica (ingredienti o modalità di cottura, per esempio).

## Tipi di menù nei ricettari
- Menù variabile: assimilabile alla tradizione culturale dell'Artusi, tende a variare in base ai mesi oppure alle stagioni dell'anno. Un elemento ricorrente è la presenza saltuaria della carne, solitamente esclusa dai menù che non prevedono grasso.[11]
- Menù festivo: i cibi contenuti in questa tipologia sono legati alla tradizione ed alle festività verso cui il menù si orienta, come - per esempio - il Natale e il Capodanno.[12]

## Menù nel mondo

### La carta nella ristorazione italiana

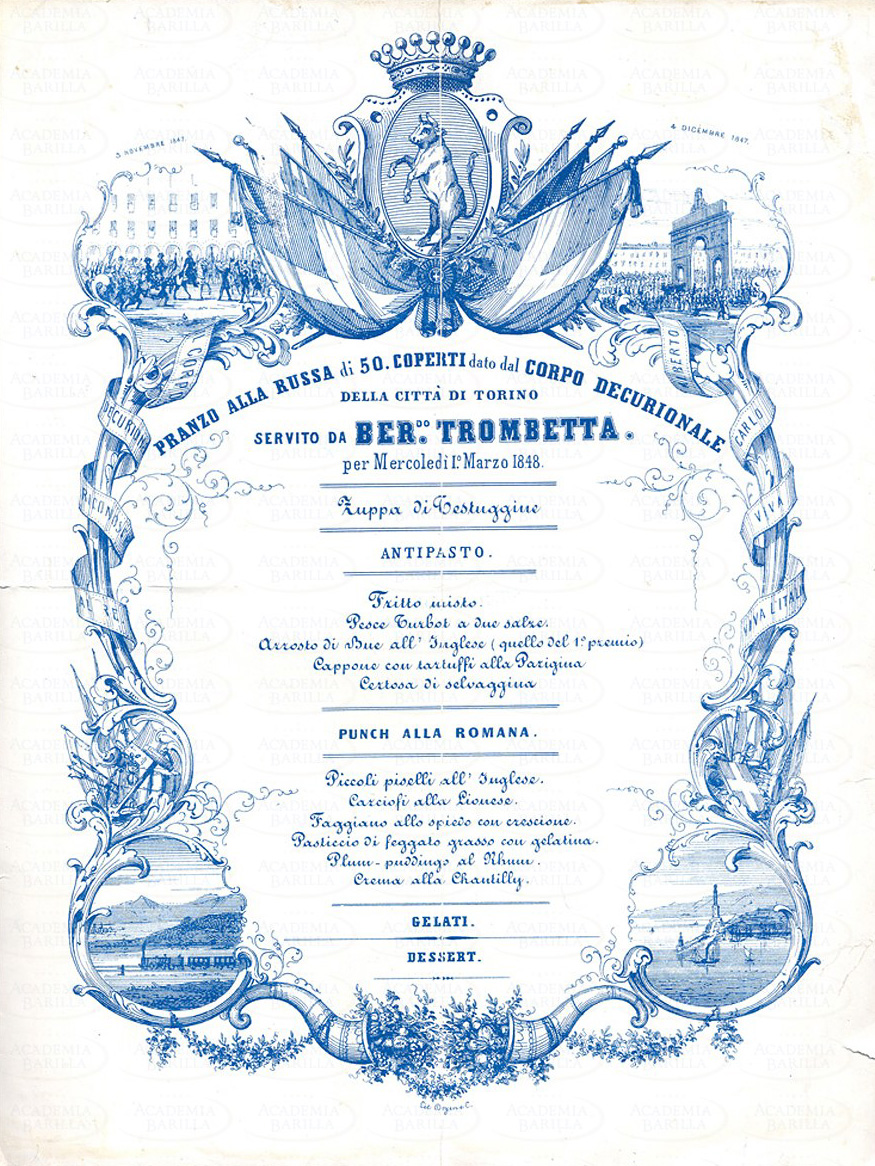
Menù per le celebrazioni dello Statuto Albertino nel 1848 – Torino.

Nella tradizione italiana, come in quasi tutti i paesi, la carta di un ristorante segue uno schema piuttosto semplice: è suddivisa per portate (che in Italia sono antipasti, primi, secondi, contorni, dessert) e corredata dai prezzi dei singoli piatti. Spesso comprende anche la lista delle bevande, ma specialmente nei ristoranti più qualificati può essere presentata a parte la carta dei vini. Può contenere infine alcune proposte di menù fissi.
Tradizionalmente il cameriere pretendeva che si scegliesse almeno un piatto per ognuna delle portate principali (che in Italia sono due, mentre all'estero è una sola), oggi c'è più libertà.
Nei ristoranti di livello medio-alto la carta si presenta come un libro. Nei locali più semplici, come le pizzerie, consiste in un pieghevole a due o tre pagine.
In passato, negli esercizi più semplici o tradizionali come le trattorie, il menù si limitava a un foglio affisso o una lavagna fuori del locale.

### Il menù nella ristorazione francese

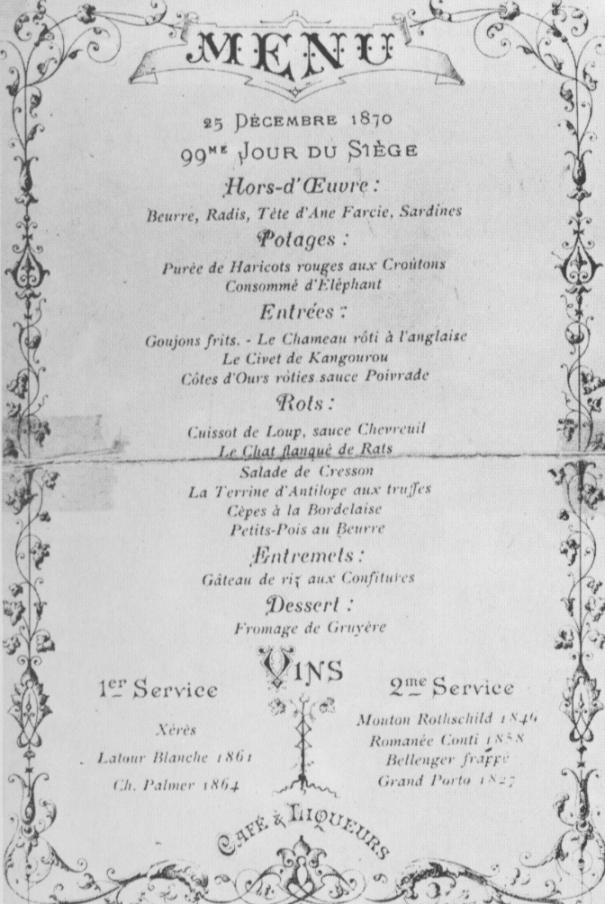
Menù di Natale durante l'assedio di Parigi.

Nella tradizione francese abbiamo (in genere) diversi tipi di menù:
- un primo tipo che propone alcune combinazioni di pasti completi, non più di quattro o cinque, che hanno un prezzo onnicomprensivo e sono da considerarsi non scindibili; troviamo questo tipo di proposta nei ristoranti di livello medio-buono e lo scopo è di consigliare e abituare i clienti al consumo di piatti che abbiano tra di loro una coerenza studiata e proposta dallo chef o dal proprietario del ristorante;
- un altro tipo, dove il menù è a scelta libera ossia à la carte, tali ristoranti sono, quasi sempre, i più raffinati e costosi, aperti - a volte - anche a sera inoltrata; per la scelta delle portate è possibile richiedere la consultazione del maître;
- esercizi più semplici, come i bistrot presentano menù che raggruppano le portate per tipo di preparazione; si può quindi ordinare liberamente, anche solo un singolo piatto.